# 槐桥镇
槐桥镇，是中华人民共和国河北省邯郸市曲周县下辖的一个镇，原名槐桥乡，2022年12月撤乡设镇。

## 行政区划
槐桥镇下辖以下地区：
西槐桥村、东槐桥村、东漳头村、小第八村、乔堡村、霍辛庄村、陈袁庄村、相公庄村、马庄村、西韩固村、前观寨村、苦水堡村、靳庄村、刘李庄村、后观寨村、小秦庄村、西漳头村、水德堡村、王赵庄村、刘王庄村、郭庄村、刘郭屯村、套里村、崔赵庄村、杨李庄村、白庄村、东南寨村和西南寨村。